# 18766 Бродерік
18766 Бродерік (18766 Broderick) — астероїд головного поясу, відкритий 10 травня 1999 року.
Тіссеранів параметр щодо Юпітера — 3,441.